# Awakening at Booth's palace
Awakening at Booth’s Palace is een livealbum van Ron Boots & Friends. Zij gaven op 13 september 2014 een concert in het kader van het Awakeningsfestival, gewijd aan elektronische muziek.
De “Friends” waren in dit geval René de Bakker, René Splinter, Martin Peters, Eric van der Heijden, Frank Dorittke en Harold van der Heijden.

## Muziek
| Nr. | Titel               | Duur  |
| --- | ------------------- | ----- |
| 1.  | Morphology          | 11:25 |
| 2.  | At the Booth Palace | 28:39 |
| 3.  | DGF                 | 16:29 |
| 4.  | Sometimes it works  | 10:46 |